# Jeta Amata
 (novembre 2020).
Si vous disposez d'ouvrages ou d'articles de référence ou si vous connaissez des sites web de qualité traitant du thème abordé ici, merci de compléter l'article en donnant les références utiles à sa vérifiabilité et en les liant à la section « Notes et références ».
Jeta Amata, né le 21 août 1974, est un acteur et cinéaste nigérian.

## Biographie et éducation
Issu d'une famille de cinéastes dont Ifoghale Amata, Zack Amata et Fred Amata . Il grandit dans l'industrie cinématographique en suivant la passion de sa famille pour le cinéma.
À 21 ans, il produit et réalise son premier film  et impose sa place dans le monde du cinéma.
Amata a étudié les arts du théâtre à l'université de l'Etat de Benue à Makurdi, au Nigeria .

## Production mondiale et renommée
En 2003, il part à la conquête du monde en produisant un film documentaire pour la British Broadcasting Corporation (BBC), utilisant son film Game of Life comme métrage pour le documentaire. Il détient 53 nominations et 10 victoires pour des prix de cinéma en Afrique, en Europe et aux États-Unis, et est considéré comme l'un des cinéastes les plus titrés d'Afrique de l'Ouest.

## Résumé des travaux
En 2004, au Festival du film de Berlin Il fait ses débuts avec son film Alexa Affair qui ne raconte que des histoires qui ont un impact positif sur les spectateurs.
Entre 2006 et 2011, avec le film The Amazing Grace, qui a remporté le prix du meilleur film d'Afrique de l'Ouest aux Screen Nations Awards en 2006 et le premier film nigérian à être projeté au Festival de Cannes.
Il est récipiendaire de prix pour les films Inale et Mary Slessor.
Le dernier film d'Amata, Black November, a été projeté pour la première fois en 2012 aux Nations Unies lors de l'Assemblée générale et a également été projeté au Kennedy Center ainsi qu'à la bibliothèque du congrès à Washington, DC.
Le film a inspiré le parrainage d'une résolution bipartite sur le delta du Niger du Nigéria, membres du 112e Congrès des États-Unis, H.CON. RES.121.
Amata a eu des projections de son documentaire Into the Delta, sur la situation du delta du Niger, dans neuf universités aux États-Unis, dont l'Université de New York, l'Université George Washington, l'Université de Californie (Los Angeles) et l'Université de Cornell.

## Nominations officielles
Il a été élevé à l'ordre d'ambassadeur de bonne volonté en Haïti par le président d'Haïti, Michel Joseph Martelly.

## Famille
En 2001, lors d'une audition à Calabar, il rencontre Mbong Amata. Deux ans plus tard, alors qu'elle avait 18 ans, ils ont commencé à sortir ensemble. Ils se sont mariés en 2008 et leur fille Veno est née plus tard dans la même année. En 2013, ils se sont séparés et en 2014, ils ont divorcé.
Amata est actuellement en partenariat avec Vanessa Teemsma, qui a travaillé à la production de ses films, dont Black November.
En 2019, Amaya et Teemsma accueillent la naissance d'un fils nommé Kessiena Donald Amata, deuxième prénom du père de Teemsma.
Amata a travaillé avec la lauréate d'un Oscar Kim Basinger, le candidat aux Oscars Mickey Rourke et les superstars de la musique Akon et Wyclef Jean .

## Filmographie

### Réalisateur, écrivain, producteur
- 2001 : Mutanda
- 2002 : Black Mamba (vidéo)
- 2002 : Larmes d'une femme
- 2003 : Amour inconditionnel
- 2003 : Love Entangle (vidéo)
- 2003 : Désir dangereux (vidéo)
- 2004 : Reine (vidéo)
- 2004 : Queen 2 (vidéo)
- 2004 : L'Affaire Alexa
- 2005 : Roue du changement
- 2005 : Crise ultime
- 2005 : Dernier match
- 2006 : La Grâce incroyable
- 2007 : Le Jeu de la vie
- 2008 : Mary Slessor (série télévisée)
- 2009 : Reine Amina
- 2010 : Inale
- 2012 : Novembre noir
- 2013 : Route vers la rédemption
- 2013 : Le Roi américain

## Récompenses et nominations
- Festival international du film africain de Vérone, meilleur film, novembre noir 2011
- Festival international du film africain de Vérone, Prix du public, novembre noir 2011
- Festival International du Film de Monaco, Film le plus divertissant, Inale, 2011
- Copenhagen Nollywood Festival, Best Film, Black November, 2011
- American Black Film Festival (ABFF), Meilleur réalisateur (nommé), Black November, 2011
- American Black Film Festival (ABFF), Meilleur film (nommé), Black November, 2011
- American Black Film Festival (ABFF), Meilleur scénario, Black novembre 2011
- Nigerian Entertainment Awards, Meilleur film, Inale, 2011
- African Academy Movie Awards AAMA, Meilleur film nigérian (nommé), Inale, 2011
- NFVSB Awards Nigeria, Meilleur film, Inale, 2010
- Festival international du film d'Abuja, Prix du public, Mary Slessor, 2009
- Festival international du film d'Abuja, meilleur court métrage, Mary Slessor, 2009
- PRIX SIMA, Meilleur réalisateur, The Amazing Grace, 2008
- Screen Nations Awards, Meilleur film ouest-africain, The Amazing Grace, 2007
- Nigeria Movie Awards NMA, Meilleur réalisateur (nommé), The Amazing Grace, 2007
- Nigeria Movie Awards NMA, Meilleur film (nommé), The Amazing Grace, 2007
- Nigeria Movie Awards NMA, Meilleure photographie, The Amazing Grace, 2007
- African Academy Movie Awards AAMA, Meilleur réalisateur (nommé), The Amazing Grace, 2006
- African Academy Movie Awards AAMA, Meilleure photographie, The Amazing Grace, 2006
- African Academy Movie Awards AAMA, Meilleur film (nommé), The Amazing Grace, 2006
- African Academy Movie Awards AAMA, Meilleur scénario (nommé), The Amazing Grace, 2006